# 랜드 폴
랜들 하워드 "랜드" 폴(영어: Randal Howard "Rand" Paul, 1963년 1월 7일 ~ , 미국 펜실베이니아주 피츠버그 출생)은 미국의 정치인으로, 켄터키주 출신의 공화당 소속 상원의원이다. 전 미국 하원의원 론 폴의 아들인 폴은, 정계 입문 전에는 안과의사로 재직했다. 듀크 대학교 메디컬 스쿨을 졸업한 폴은 1993년부터 켄터키주의 볼링 그린에서 안과의사로 활동하기 시작했으며, 2007년 12월에 자신의 진료소를 설립하였다.
그의 아버지와 같이 자유지상주의 성향을 가진 폴은 티파티 운동의 지지자로 평가받아 왔으며 연방준비제도에 굉장히 비판적인 입장을 고수하고 있다. 그는 미국 국가 안보국(NSA)의 미국인들에 대한 원격 감시 활동에 반대해왔으며 연방 정부의 지출과 조세의 대폭 감소 등을 강력하게 옹호해왔다. 또한 그는 자신을 "100% 낙태 반대자"로 묘사했으며 관련 주제에 있어 보수적인 입장을 고수하고 있다. 폴은 2016년 미국 대통령 선거에서 공화당 대통령 후보 지명전에 후보로 출마하였으나 떨어졌다. 이후 대통령이 된 도널드 트럼프와 의견 차는 있었으나 2020년 탄핵심판 당시 그를 적극적으로 옹호하는 등 지지자로 알려졌다.

## 어린 시절과 교육
랜달 하워드 폴은 1963년 1월 7일 피츠버그, 펜실베이니아에서 태어났으며 케롤(결혼 전 성은 웰스)과 론 폴의 자녀이다. 그의 아버지는 의사이며 텍사스주의 제14번 선거구를 대표했던 전 미국 하원의원이다. 폴은 5남매 중에 셋째이며, 그의 형제들은 로날드 "로니" 폴 주니어, 로리 폴 프옛, 로버트 폴과 조이 폴-르블랑이다. 폴은 미국성공회에서 침례를 받았고 십대 때부터 신앙심이 깊은 크리스찬으로 알려져있다.

## 2010년 상원 선거 출마
폴은 2010년에 켄터키주의 짐 버닝 상원의원이 은퇴해서 공석이 되었던 미국 상원자리를 위해 공화당 후보로 출마하였다, 예비선거에서는 켄터키 주의 국무장관이었던 트레이 그레이슨을 물리쳤다. 그는 이전에 공직에 있던적이 없었음에도 불구하고 켄터키주의 법무장관 잭 콘웨이와의 선거에서 승리했다.

## 역대 선거 결과
| 선거명      | 직책명                  | 대수  | 정당   | 득표율 | 득표수      | 결과 | 당락                   |
| ----------- | ----------------------- | ----- | ------ | ------ | ----------- | ---- | ---------------------- |
| 2010년 선거 | 상원의원 (켄터키 제3부) | 112대 | 공화당 | 55.69% | 755,411표   | 1위  | 켄터키주 상원의원 당선 |
| 2016년 선거 | 상원의원 (켄터키 제3부) | 115대 | 공화당 | 57.27% | 1,090,177표 | 1위  | 켄터키주 상원의원 당선 |
| 2022년 선거 | 상원의원 (켄터키 제3부) | 118대 | 공화당 | 61.80% | 913,326표   | 1위  | 켄터키주 상원의원 당선 |

## 참고 자료
- 랜드 폴 - X

| 전임 짐 버닝 | 제112~대 켄터키주 제3부 연방 상원 2011년 1월 3일 ~ |  |

| 전임 벤 카딘 | 미국 상원 중소기업위원회 간사 2021년 2월 3일 ~ 2023년 1월 3일 | 후임 조니 에른스트 |

| 전임 롭 포트먼 | 미국 상원 국토안보위원회 간사 2023년 1월 3일 ~ 2025년 1월 3일 | 후임 게리 피터스 |

| 전임 게리 피터스 | 미국 상원 국토안보위원회 위원장 2025년 1월 3일 ~ |  |